# Orozko
Orozko város Spanyolországban,  Bizkaia tartományban. Orozko Zuia, Amurrio, Ayala/Aiara, Laudio/Llodio, Arakaldo, Arrankudiaga, Zeberio, Artea, Areatza és Zeanuri községekkel határos. Lakosainak száma 2666 fő (2024).

## Népesség
A település népessége az utóbbi években az alábbiak szerint változott:
| Lakosok száma | 2101 | 2265 | 2344 | 2409 | 2549 | 2610 | 2673 | 2636 | 2664 | 2666 |
|               | 2001 | 2004 | 2007 | 2009 | 2012 | 2014 | 2017 | 2019 | 2022 | 2024 |